# Say (All I Need)
Say (All I Need) è una canzone del gruppo statunitense pop rock OneRepublic. È stato il terzo singolo estratto dal loro album di debutto Dreaming Out Loud e segue il successo mondiale dei loro precedenti singoli Apologize e Stop and Stare. Il singolo è stato pubblicato il 27 giugno 2008 in Europa.
Il cantante Ryan Tedder ha confermato che "Say (All I Need)" è il suo "pezzo preferito dell'album". Il singolo è stato pubblicato nel Regno Unito il 2 giugno 2008 e offre loro un live set del singolo "Mercy" di Duffy. In Francia, la canzone è stata rimasterizzata in un duetto con la cantante francese R&B, Sheryfa Luna ed è stata intitolata Say (À l'infini).

## Tracce
1. "Say (All I Need)" - 3:50
2. "Mercy" (Radio 1 Live Lounge session Duffy cover) - 3:43

### Tracklist Francia
1. Say (À l'infini) feat. Sheryfa Luna - 3:55
2. "Say (All I Need)" - 3:51

## Video
Il video ufficiale di "Say (All I Need)" è stato girato a Parigi, in Francia e diretto da Anthony Mandler; è stato realizzato il 23 maggio 2008. Girato in parte in bianco e nero, il video inizia con il suono delle campane della basilica del Sacro Cuore a Montmartre che svegliano Ryan Tedder. Lui indossa una giacca e prende un giornale piccolo e nero esce di casa. Mentre esce di casa passa da Chris Cornell, che fa un cameo. La band nel video si mostra eseguendo la canzone in un ex-mattatoio di carne a Parigi. Come la musica si gonfia e comincia a raggiungere l'orgasmo Ryan Tedder vaga per la città, entra in un edificio e si conduce su una scala a chiocciola fino in cima.

## Classifiche
| Classifica (2008) | Posizione più alta |
| ----------------- | ------------------ |
| Brasile           | 67                 |
| Bulgaria          | 26                 |
| Canada            | 75                 |
| Germania          | 41                 |
| Irlanda           | 48                 |
| Paesi Bassi       | 32                 |
| Regno Unito       | 51                 |
| Repubblica Ceca   | 30                 |
| Romania           | 81                 |
| Stati Uniti       | 106                |